# 九鬼隆輝
九鬼 隆輝（くき たかてる、明治3年12月28日（1871年2月17日） - 昭和23年（1948年）8月21日）は、日本の華族（子爵）。三田九鬼家当主。

## 経歴
三田藩最後の藩主、九鬼隆義の長男として生まれる。
慶應義塾幼稚舎（同窓に小早川四郎、毛利五郎、広沢金次郎、松平康荘）を経て、1889年（明治22年）に明治学院を卒業するとアメリカ合衆国へ渡り、マサチューセッツ工科大学を卒業。この間、1891年（明治24年）に父、隆義が死去したことにより襲爵。帰国後は神戸市須磨に居住した。父の行っていた投資活動を引き継ぎ、兵庫県多額納税者であり続けた。

## 親族
妹の好子は、松方正義の三男、松方幸次郎に嫁いだ。
妻に朽木為綱の娘である鋪子を迎え、長男、九鬼隆興が生まれた。隆興は植物学者の道を歩んだが、家督を受け継ぐことなく1928年（昭和3年）に死去。